# ザ・プレイ・ザット・ゴーズ・ロング
ザ・プレイ・ザット・ゴーズ・ロング(英語: The Play That Goes Wrong) は、ミスチーフ・シアター・カンパニーのヘンリー・ルイス、ジョナサン・セイヤー、ヘンリー・シールズによる演劇作品。
2015年、ローレンス・オリヴィエ賞において、新作コメディ作品賞を受賞した。
ミスチーフ・シアター・カンパニーはほかに『ピーターパン・ゴーズ・ロング』も制作し、2015年12月、『ザ・プレイ・ザット・ゴーズ・ロング』出演者が出演しロンドンにあるアポロ・シアターで初演した。

## あらすじ
開幕直前、裏方がセットの壊れた暖炉の修理や逃げた犬の捜索などあわただしくしている。
コーンリー・ポリテクニック・ドラマ・ソサエティは『The Lion and The Wardrobe』、『Cat』、『James and the Peach』あるいは『James, Where's your Peach?』などヒット作を上演し、とても人気がある。この度、1920年の殺人ミステリー『ねずみとり』に類似した『The Murder at Haversham Manor』を上演することとなる。しかし上演中、セットのドアが開かない、柱が壁から倒れてくる、床が抜けるなど次々とトラブルが発生する。出演者は台詞を忘れ、別のシーンの台詞を語り、出番を忘れ、役柄を変え、ウイスキーではなく揮発油を飲み、発音を間違え、指を踏み、振り子時計に閉じ込められ、出番でないのに押し出され、舞台上で気絶し、代役は舞台上から去ることを拒否する。セットが全て壊れ、1928年のバスター・キートンの映画『キートンの蒸気船』のトリビュートとなる。

## プロダクション

### 2012年-、ロンドン、2014年-、イギリス・ツアー
2012年、ロンドンにあるオールド・レッド・ライオン・シアターで初演され、2013年、トラファルガー・スタジオに移行した。
2014年1月、カンタベリーにあるマーロウ・シアターでイギリス・ツアー公演が開幕し、17箇所で上演後、7月、ダーリントンでの上演後、ロンドンにあるダッチェス・シアターで開幕した。
2014年9月14日、ロンドンのウエスト・エンドにあるダッチェス・シアターで開幕し、2019年4月7日まで上演する予定である。マーク・ベルが演出、ヘンリー・ルイス、ジョナサン・セイヤー、ヘンリー・シールズが出演した。装置デザインはナイジェル・フック、衣装デザインはロバート・シュレイスが担当した。
2017年1月からバースにあるシアター・ロイヤルにて第2回イギリス・ツアー公演が開幕し、8月、ケンブリッジ・アーツ・シアターで閉幕した。
2018年、第3回イギリス・ツアー公演が開幕し、10月、プールで閉幕した。

### 2017年、ブロードウェイ
2017年、ブロードウェイにあるライシーアム劇場にて、3月9日、プレビュー公演、4月2日、本公演が開幕した。ロンドン・オリジナル・キャストが出演し、映画監督のJ・J・エイブラムスがプロデューサーとして演劇界に進出した。2019年1月6日、27プレビュー公演、745本公演上演後に閉幕する予定である。

### イギリス以外のツアー

#### 2017年、オーストラリア・ツアー
2017年2月、メルボルンにあるコメディ・シアターにてオーストラリア・ツアー公演が開幕し、アデレード、シドニー、キャンベラ、ブリスベン、パースで上演することとなった。

#### 2018年、全米ツアー
2018年9月、ペンシルバニア州ピッツバーグにて全米ツアー公演が開幕した。

### 海外公演
中国、ハンガリー、ポーランド、スペイン、ギリシャ、イスラエル、スカンジナビア、フランス、イタリア、アイスランド、ブラジル、ドイツ、ベルギー、オランダ、メキシコ、アルゼンチン、ウルグアイ、トルコ、ニュージーランド、香港、韓国、シンガポール、フィリピン、南アフリカ、インドなど20ヶ国以上でライセンスを受け翻訳上演されている。

#### 日本での上演
2016年、『九条丸家の殺人事件』として舞台を日本に置き換え上演された。

## 評価
『ザ・プレイ・ザット・ゴーズ・ロング』は好意的な評価を得ている。『デイリー・メール』のクエンティン・レッツは5つ星中5つ星をつけ、「全てがうまくいかず、笑わずにいられない。過呼吸になりそうだった」と語った。『デイリー・テレグラフ』のティム・ウォーカーは5つ星中4つ星をつけ、「素晴らしい作品」と記した。
2017年、ブロードウェイ・プロダクションはトニー賞において演劇装置デザイン賞を受賞した。

## 受賞歴

### オリジナル・ロンドン・プロダクション
| 年     | 賞                               | 部門           | ノミネート者 | 結果 |
| ------ | -------------------------------- | -------------- | ------------ | ---- |
| 2014年 | WhatsOnStage Award               | 新作コメディ賞 |              | 受賞 |
| 2015年 | ブロードウェイワールドUKアワード | 新作演劇賞     |              | 受賞 |
| 2015年 | ローレンス・オリヴィエ賞         | 新作コメディ賞 |              | 受賞 |

### オリジナル・ブロードウェイ・プロダクション
| 年     | 賞                       | 部門               | ノミネート者       | 結果       |
| ------ | ------------------------ | ------------------ | ------------------ | ---------- |
| 2017年 | トニー賞                 | 演劇装置デザイン賞 | ナイジェル・フック | 受賞       |
| 2017年 | ドラマ・デスク・アワード | 演劇装置デザイン賞 | ナイジェル・フック | 受賞       |
| 2017年 | 海外批評家サークル賞     | 装置デザイン賞     | ナイジェル・フック | ノミネート |
| 2017年 | ドラマ・リーグ・アワード | 演劇作品賞         | 演劇作品賞         | ノミネート |